# Zolotnîkî, Terebovlea
Zolotnîkî (în ucraineană Золотники) este o comună în raionul Terebovlea, regiunea Ternopil, Ucraina, formată numai din satul de reședință.

## Demografie
Componența lingvistică a comunei Zolotnîkî
     Ucraineană (99,66%)
     Alte limbi (0,28%)
Conform recensământului din 2001, majoritatea populației comunei Zolotnîkî era vorbitoare de ucraineană (99,66%), existând în minoritate și vorbitori de alte limbi.